# Расавка (Лещинский сельский совет)
Раса́вка (укр. Расавка) — село, входит в Кагарлыкский район Киевской области Украины.
Население по переписи 2001 года составляло 213 человека. Почтовый индекс — 09261. Телефонный код — 4573. Занимает площадь 1,504 км². Код КОАТУУ — 3222285202.

## Местный совет
09260, Київська обл., Кагарлицький р-н, с.Ліщинка, вул.Леніна,9